# Bolligen
Bolligen – gmina (niem. Einwohnergemeinde) w Szwajcarii, w kantonie Berno, w regionie administracyjnym Bern-Mittelland, w okręgu Bern-Mittelland. Liczy 6 300 mieszkańców.

## Demografia
W 2020 roku 11% populacji gminy stanowiły osoby urodzone poza Szwajcarią.